# Max Hofmeister
Maximilian „Max“ Herbert Walter Hofmeister (* 22. März 1913 in Leoben; † 12. April 2000 ebenda) war ein österreichischer Fußballspieler. Der Läufer gewann mit der österreichischen Amateurauswahl bei den Olympischen Spielen 1936 in Berlin die Silbermedaille.

## Leben und Karriere
Max Hofmeister wurde am 22. März 1913 als Sohn von Maximilian Hofmeister (* 10. September 1888; † 23. oder 24. Jänner 1973 in Leoben), Kanzlist bei der Oesterreichisch-Alpinen Montangesellschaft, und dessen Ehefrau Maria (geborene Weitzer; * 22. Jänner 1880; † 11. August 1955 in Leoben) im Leobener Stadtteil Judendorf geboren und am 30. März 1913 auf den Namen Maximilian Herbert Walter getauft. Seine Eltern hatten am 17. Februar 1912 in Leoben-St. Xaver geheiratet. Wenige Monate nach der Heirat wurde am 6. Mai 1912 die Tochter Herta Elise († 11. Juni 2003 in Niklasdorf) geboren. Am 20. April 1915 kam mit Helmuth Friedrich Wilhelm († 20. Oktober 1991 in Leoben) ein weiteres Geschwister zur Welt. Der Vater war 1928 bei der Gründung einer Ortsgruppe der unpolitischen Gewerkschaft in Donawitz beteiligt und fungierte dabei als erster Beirat.
Seine Vereinskarriere als Fußballspieler begann Max Hofmeister beim WSV Donawitz, für den er auch in der steirischen Landesliga zum Einsatz kam. Die Liga war damals auf Amateurbasis ausgerichtet und stand nicht mit der professionellen österreichischen Meisterschaft in Verbindung, die sich zur damaligen Zeit nur auf den Wiener Raum beschränkte. Mit den Montanstädtern musste sich der Läufer jedoch zumeist den Grazer Teams in der Meisterschaft geschlagen geben. Von Trainer Jimmy Hogan wurde er dennoch 1936 zu den Olympischen Spielen nach Berlin mitgenommen, obwohl er zudem bis dahin noch kein Spiel für die österreichische Amateur-Nationalmannschaft bestritten hatte. Max Hofmeister kam bei allen vier Partien der Österreicher in Berlin auf der linken Läuferposition zum Einsatz und erreichte mit der Mannschaft das olympische Finale, wo man jedoch mit 1:2 nach Verlängerung den italienischen Vertretern unterlag. Im Frühjahr 1940 wechselte er von Donawitz zur Salzburger Austria. Dort war er noch einschließlich bis zur Saison 1945/46 tätig.
In den Jahren nach dem Zweiten Weltkrieg spielte Hofmeister beim SK Hertha Wels, ehe er seine Karriere als Spielertrainer beim ATSV Sattledt beendete.

## Erfolge
- Teilnahme bei den Olympischen Spielen 1936: Silbermedaille
- 4 Spiele für die österreichische Amateur-Nationalmannschaft 1936

## Privates
Hofmeister war in erster Ehe ab dem 6. April 1940 mit einer Christine aus Wien verheiratet. Nach Scheidung der ersten Ehe wurde die zweite Ehe am 31. Oktober 1946 mit einer Maria Rabinger (geborene Spitzwieser; * 9. September 1925 in Salzburg; † 7. Mai 2023 in Leoben) geschlossen. Das Ehepaar hatte einen gemeinsamen Sohn (Werner-Klaus). Am 17. Dezember 1969 trat Hofmeister aus der römisch-katholischen Kirche aus. Am 12. April 2000 starb Hofmeister 87-jährig in seiner Geburts- und Heimatstadt Leoben.